# Griffbrettdiagramm

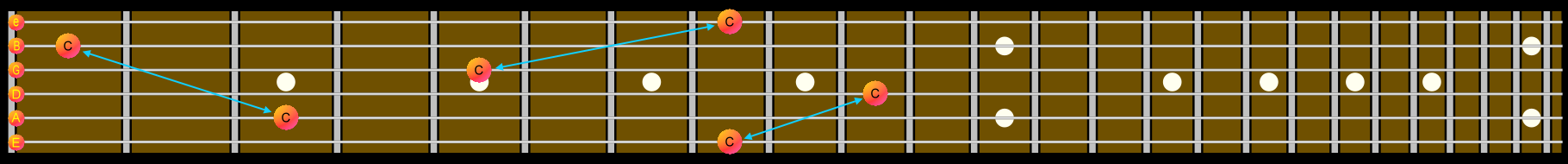
Griffbrettdiagramm einer Gitarre mit einigen Oktavsprüngen des C

Unter einem Griffbrettdiagramm (englisch fretboard chart), umgangssprachlich auch Griffbild, versteht man die grafische Darstellung der Fingerpositionen auf dem Griffbrett eines Saiteninstruments. Dabei wird ein Ausschnitt oder das gesamte Griffbrett in der Draufsicht schematisch dargestellt. Die Saiten und Bünde bilden ein Gitter, in dem zumeist Punkte (gelegentlich auch in Kombination mit anderen Symbole, wie Fingersatzangaben) die Grifforte der Finger symbolisieren.

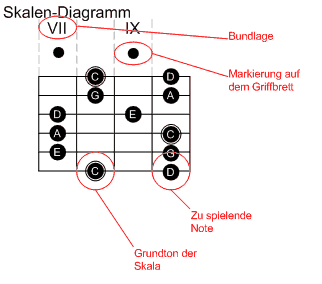
Skalendiagramm der C-Dur Tonleiter gespielt ab dem 7. Bund einer Gitarre

Akkorddiagramm a-Moll für Gitarre

## Darstellungsformen
Je nach Art des darzustellenden musikalischen Zusammenhangs haben sich unterschiedliche Formen von Griffbrettdiagrammen etabliert. Allen gemeinsam ist die Darstellung des Griffbretts als Gitter aus Bünden und Saiten. Die Unterscheidung liegt in der Art und Bedeutung der markierten Fingerpositionen. Dabei sind zwei Ausrichtungen des Diagramms mit horizontal bzw. vertikal dargestellten Saiten möglich.

### Skalendiagramm
Beim Skalendiagramm (englisch scale chart) werden auf dem Griffbrett die Fingerpositionen beim Spiel einer Tonleiter (Skala) abgebildet. Dabei wird in der Regel nur der Ausschnitt des Griffbretts dargestellt, in dem die betreffenden Fingerpositionen liegen. Die Lage des abgebildeten Ausschnitts auf dem Griffbrett wird durch die Angabe der Bundlage, meist in römischen Zahlen, notiert. Der Grundton der dargestellten Tonleiter ist meist besonders hervorgehoben. Ein Skalendiagramm wird als Vorlage zum Erlernen von Tonleitern verwendet.

### Akkorddiagramm
Beim Akkorddiagramm werden die Fingerpositionen für das Spiel eines Akkords markiert. Im Unterschied zum Skalendiagramm werden beim Akkorddiagramm die Fingerpositionen in der Regel gleichzeitig gegriffen und bilden gemeinsam den betreffenden Akkord.

### Arpeggiodiagramm
Eine besondere Form des Akkorddiagramms bildet das Arpeggiodiagramm. Bei einem Arpeggio, also einem gebrochenen Akkord, werden die Positionen nacheinander in kurzen Abständen gespielt, bilden aber keine Tonleiter wie beim Skalendiagramm, sondern einen Akkord.

## Eigenschaften
Griffbrettdiagramme werden in der Regel nur selten dazu verwendet, um Einzeltöne von Melodien oder melodische Bewegungen in Akkorden in ihrer konkreten zeitlichen Abfolge zu notieren. Bei Einzeltönen ist eine Griffbilddarstellung notationstechnisch ineffizient, bei Akkorden führt die Integration melodischer Elemente durch die Notwendigkeit zusätzlicher Notationszeichen zu einem unübersichtlichen Diagrammbild.

### Unterschiede zur Tabulatur
Griffdiagramme sind in ihrem Wesen statisch und atemporal, daher fehlt ihnen der unmittelbare Bezug zur zeitlichen Dynamik der Aufeinanderfolge von Griffaktionen. Bei Tabulaturen verlaufen die Saitenlinien mit den Bundangaben hingegen analog zur Notenschrift entlang einer horizontal gedachten Zeitachse, wodurch sich im Gegensatz zu den eher einem „vertikalen Denken“ entsprechenden Griffbrettdiagrammen auch Melodien und (durch Hinzufügung entsprechender Notationszeichen) Rhythmen im Zeitverlauf notationstechnisch effizienter darstellen lassen, als dies durch einzelne, ähnlich „Phasenbildern“ aufeinanderfolgenden Griffdiagrammen der Fall wäre.